# 塞浦路斯博物馆

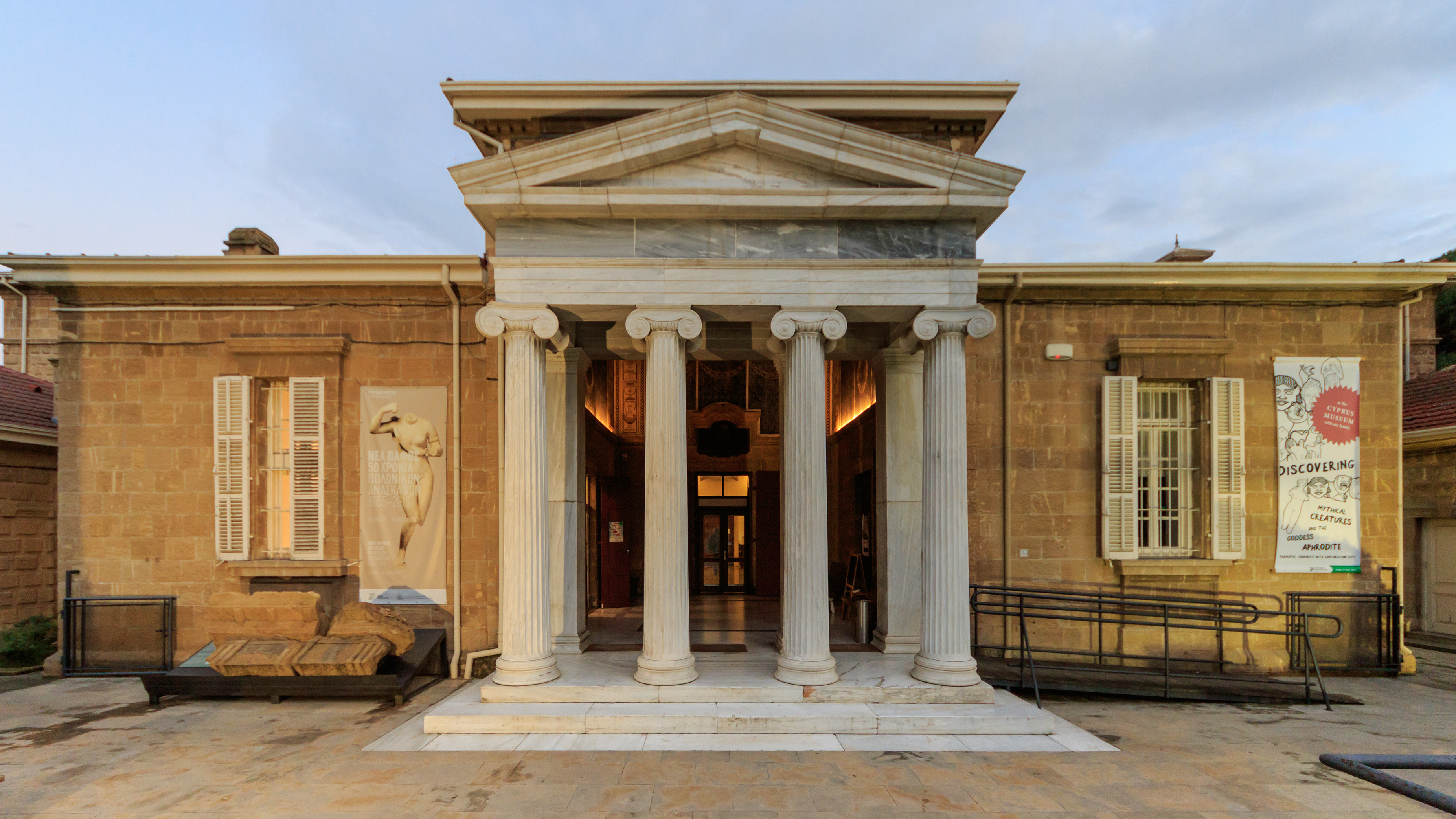

塞浦路斯博物馆或称塞浦路斯考古博物馆，是塞浦路斯建馆时间最长，馆藏最大的考古类博物馆，坐落于尼科西亚中部的博物馆大街上。馆中收藏了大量从塞浦路斯岛上挖掘出的文物，而博物馆本身的年岁也与塞浦路斯的现代考古学（甚至是塞浦路斯文物局）的历史一样长。

## 历史
作为一家研究机构，塞浦路斯博物馆成立于1882年英占时期。当时，岛上发生多宗非法文物挖掘及走私的事件，于是当地的基督徒和穆斯林的宗教领袖向英国管理当局发出了建立博物馆的请愿，最终这一请愿得到了促成。而走私者中包括当时的美国领事卢吉·帕尔玛·德·塞斯诺拉，他前后将超过35000件文物从岛上走私出去，其中的大多数都在运输中遭到损毁。幸存的文物则多被输送往纽约新落成的大都会艺术博物馆，如今被展览在二楼的展馆之内。
最初的塞浦路斯博物馆在私人捐助下运作，并被暂时性地设立在政府办公室中。1889年，博物馆经历了首次搬迁，新址供博物馆独立使用，位于尼科西亚的中世纪城墙以内，即如今的维多利亚街上。而现今所使用的建筑则在1908年开工，原本用于纪念英帝国君主维多利亚女王。建筑的设计者为雅典考古学会的N·百兰诺斯，建造工作则在时任馆长的乔治·杰弗瑞监督下展开。1961年，扩展性的新展馆、储藏室和办公室建设竣工。

## 馆藏

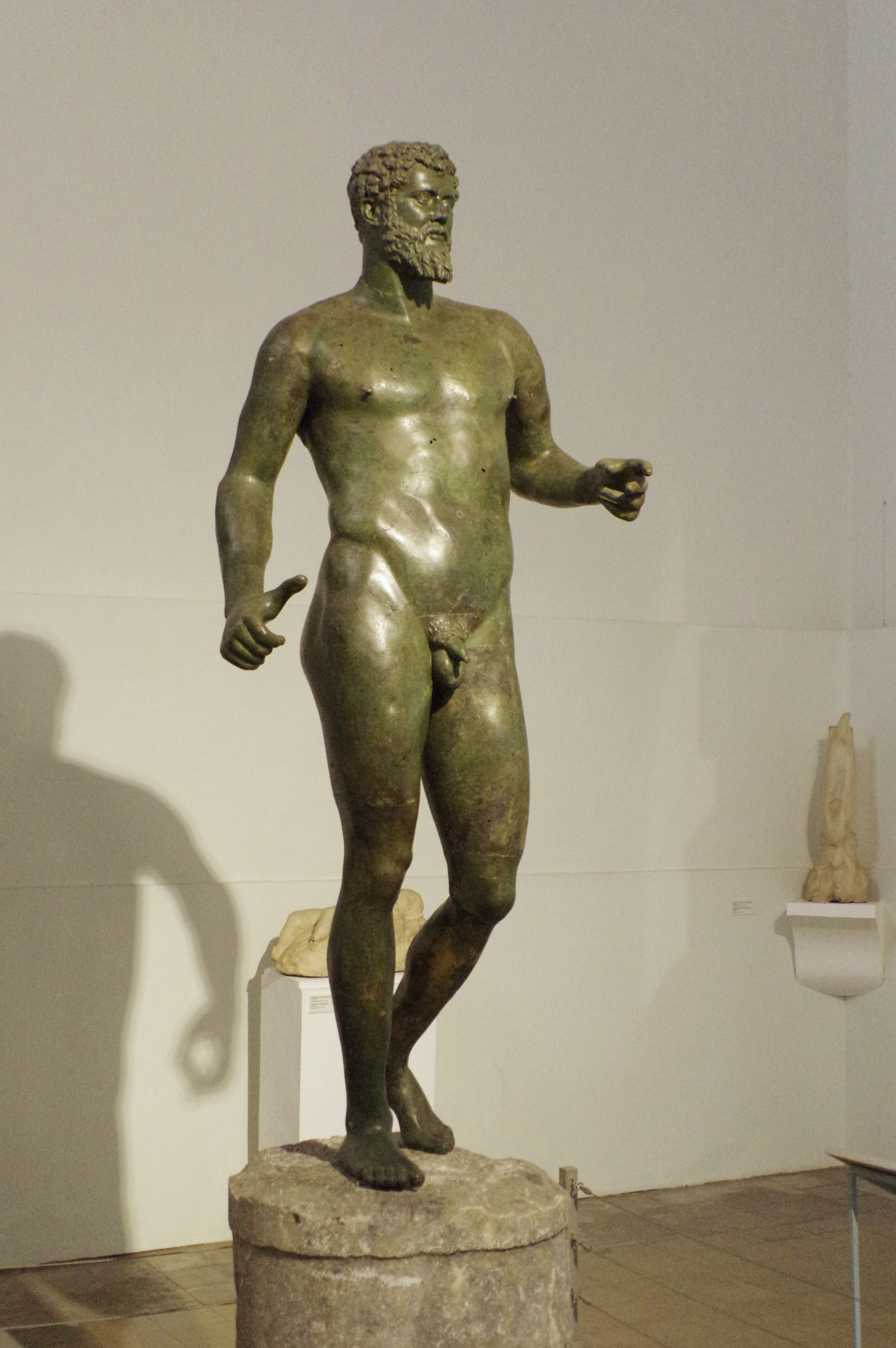
罗马皇帝塞普蒂米乌斯·塞维鲁的铜像，藏于塞浦路斯博物馆

建立初始，博物馆就开始接收岛上发现的各类文物，当时主要的贡献由来自欧洲的探险者发掘而来。自1890年起，年度挖掘报告被刊载在《希腊学术期刊》上。首次有组织的目录汇编于1899年由约翰·迈尔斯爵士与马克思·李克特完成。瑞典塞浦路斯探险队于1927年和1931年两度在艾纳·杰斯塔德教授的指导下开展了大规模系统性发掘，最终使塞浦路斯博物馆的馆藏得到显著提升。
如今的塞浦路斯博物馆保留了一些在独立（1960年）之前发掘到的重要考古文物，同时馆藏中也增添了不少近些年来的重大发现。随着时过境迁，塞浦路斯博物馆一改以往较为保守的做派，积极地将一些馆藏文物以及新近获得的藏品分配到国内的区域性博物馆中存放展览。
目前，博物馆拥有十四间展馆，展馆所环绕的中间区域则被划作附属的办公室、图书馆、贮藏间和用于文物维护、研究的实验室。展馆中的藏品按照年代和主题性质进行排列，涉及上至新石器时代，下到古罗马时期的历史。

## 未来
由于馆藏文物增长的速度已经大幅超出目前博物馆建筑所能够容纳的能力，因而在任何时间内都只有一小部分的内容得到展出。随着更多正在进行中的考古发掘活动的进展，以及预期内仍将增长的文物被发现，塞浦路斯博物馆急需搬迁至规模更大的处所的问题已经凸显，不过尚且没有得出关于其适宜的新址的结论。有提议称可对附近已拆除的原尼科西亚综合医院位置上进行重新开发利用，亦有计划是将新博物馆设立在规划建造的大型的文化中心之内，地址位于老的GSP体育场旧址上。